# Rhinns of Islay

Topographische Karte von Islay mit der Rhinns of Islay im Südwesten

Als Rhinns of Islay (gälisch: Na Roinn Ileach), auch Rinns of Islay geschrieben, wird eine Halbinsel der schottischen Insel Islay bezeichnet. Ihr Name leitet sich von Gälisch Roinn für Kap, Vorsprung ab. Der höchste Punkt der Halbinsel ist der 232 m hohe Hügel Beinn Tart a’Mhill. Entlang der Westküste befinden sich die Buchten Lossit Bay, Kilchiaran Bay und Machir Bay.

## Geographie

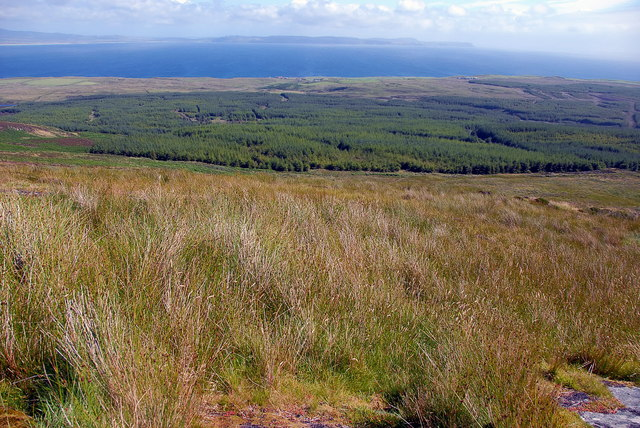
Panorama der Rhinns of Islay. Jenseits von Loch Indaal ist die Halbinsel Oa zu sehen.

### Lage

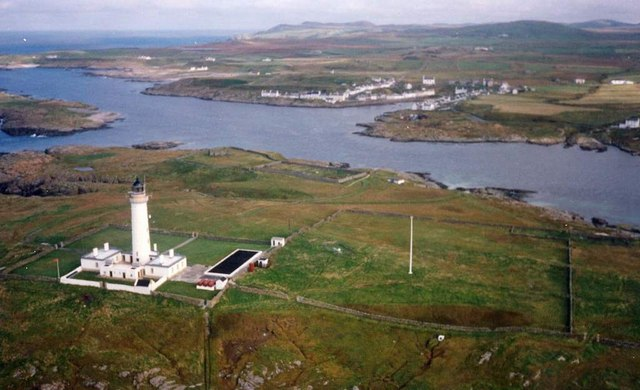
Leuchtturm der Rhinns of Islay

Die Rhinns of Islay nimmt den Südwestteil der Hebrideninsel Islay ein. Sie dehnt sich etwa 17 km in Nord-Süd-Richtung und maximal etwa sieben Kilometer in Ost-West-Richtung aus. Über eine Landenge zwischen den Meeresbuchten Loch Indaal und Loch Gruinart im Nordosten ist sie mit dem Hauptteil der Insel verbunden. Von Meeresseite grenzt der Atlantische Ozean die Halbinsel im Westen ab, während Loch Indaal die Halbinsel nach Osten hin begrenzt. Die Südspitze wird als Rhinns Point bezeichnet. Etwa 500 m vor der Küste bei Portnahaven liegt die kleine Insel Orsay, auf welcher der Rhinns-of-Islay-Leuchtturm steht, den der Vater des Schriftstellers Robert Louis Stevenson im Jahre 1825 erbaute.
Administrativ ist die Rhinns of Islay als Teil von Islay der Council Area Argyll and Bute zugehörig. Historisch war sie Teil der heute traditionellen Grafschaft Argyllshire.

### Siedlungen
Die Insel Islay ist mit 3457 Einwohnern (Stand: 2001) bei einer Fläche von 615 km2 nur dünn besiedelt, wovon auch die Rhinns of Islay keine Ausnahme bildet. Aus diesem Grund sind dort keine Städte zu finden, wohl aber mit Port Charlotte und Portnahaven zwei bedeutende Siedlungen. Ferner liegen mehrere kleinere Weiler entlang der Küste. Küstenferne Gebiete sind hingegen weitgehend unbesiedelt.
Das Clyde Tomb Giant’s Grave liegt bei Nereabolls (auch Nerabus).

### Verkehr
Mit der A847 verläuft eine Straße entlang der Ostküste von Bridgend nach Portnahaven. Bis Port Charlotte ist sie zweispurig ausgebaut, während alle weiteren Straßen lediglich einspurig sind. Zu den bedeutendsten zählt die Fortführung der A847 entlang der Westküste nach Norden bis Kilchiaran, die von dort aus östlich nach Port Charlotte zurückführt und damit die einzige Ost-West-Verbindung der Halbinsel darstellt. Eisenbahnstrecken sind nicht vorhanden.

### Flora und Fauna
Die Landschaft zeigt wechselnde Episoden von Moor-, Heide und Dünenlandschaften, Marsch- und Ackerland. Teile der Rhinns werden intensiv zur Weidung von Schafen und Rindern genutzt. Infolge des Vogelreichtums, insbesondere im Vereinigten Königreich seltener Arten, ist die Rhinns of Islay als Europäisches Vogelschutzgebiet ausgewiesen. So wurden 1998 31 Brutpaare der Alpenkrähe (Pyrrhocorax pyrrhocorax) gezählt, was 9,1 % der Gesamtpopulation im Vereinigten Königreich entspricht; 62 Paare, was 9 % der Population im Winter entspricht, überwintern dort. Ferner überwintern 1600 Exemplare (11,4 % der gesamtbritischen Population im Winter) grönländischer Blässgänse (Anser albifrons flavirostris) in der Rhinns of Islay.

## Geologie
Aus geologischer Sicht wird ein Großteil dem Rhinns-Komplex zugeordnet. Dieser besteht zu etwa 60 % aus Syenit mit eingelagertem Gabbro (etwa 35 %), der in Schichten von bis zu fast zehn Kilometern Länge mit einer Mächtigkeit von bis zu einem Kilometer auftritt. Die verbleibenden fünf Prozent machen im Wesentlichen mafische und felsische Minerale aus. Anhand von Isotopenuntersuchungen wurde das Alter des Komplexes auf etwa 1,8 Milliarden Jahre bestimmt. Der Rhinns-Komplex tritt außerdem auf Teilen der Inseln Colonsay und Inishtrahull sowie vor der nordirischen Küste auf. Große Teile liegen submarin.

## Wirtschaft

### Tourismus
Der Tourismus stellt einen nicht unwesentlichen Wirtschaftsfaktor auf der Rhinns of Islay dar. Es gibt verschiedene Hotels und Ferienhäuser, im Wesentlichen in Port Charlotte und Umgebung. Dort ist auch eine Jugendherberge vorhanden, außerdem das Museum of Islay Life, das die Geschichte der Insel bis in die heutige Zeit zeigt.

### Whisky

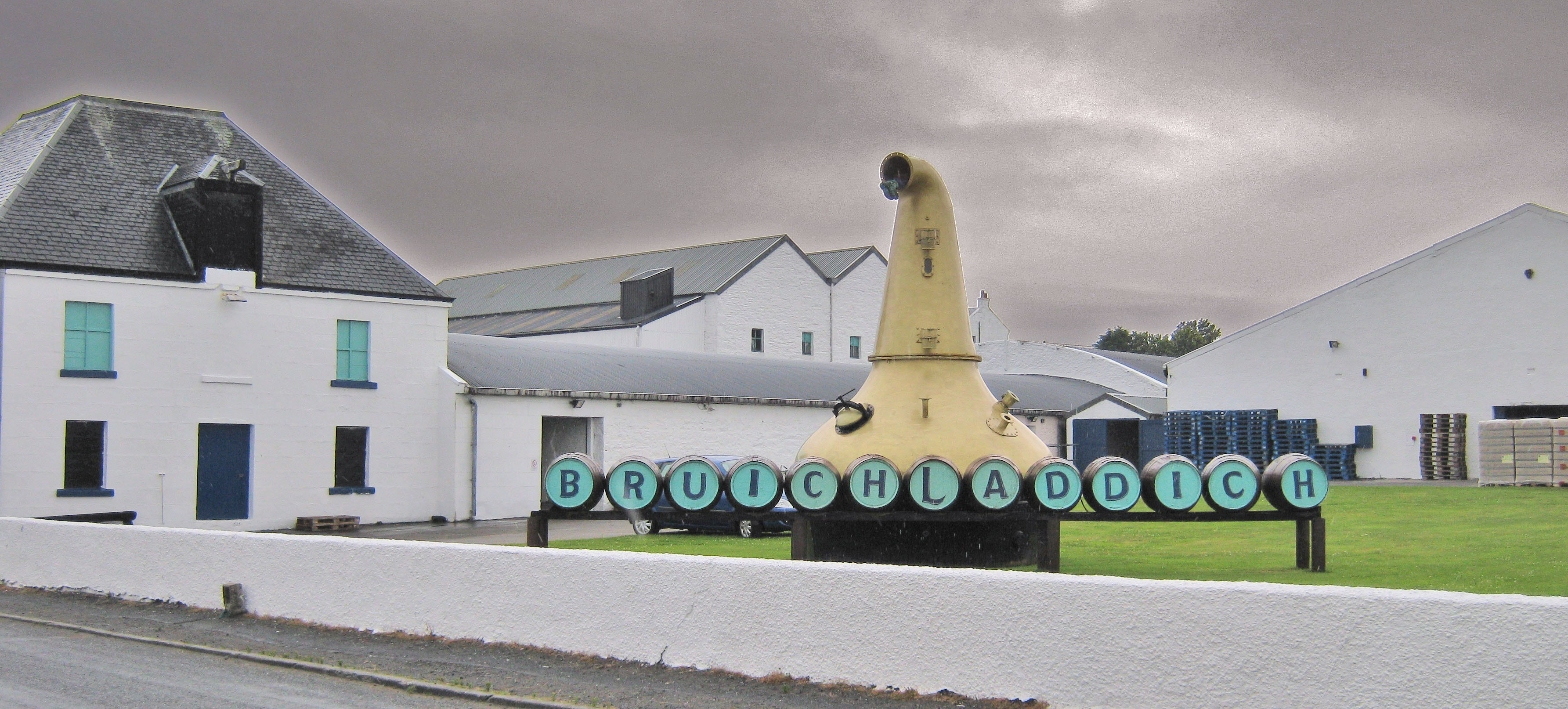
Gebäude der Bruichladdich-Brennerei

Auf Islay kam der Whiskyproduktion seit dem 19. Jahrhundert eine hohe Bedeutung zu. Dabei wird Islay gar als eigene Whiskyregion geführt. Von den heute acht aktiven Whiskybrennereien auf der Insel liegen zwei in der Rhinns of Islay – die Bruichladdich-Brennerei in Bruichladdich sowie die junge Kilchoman-Brennerei. Historisch gab es mit Lochindaal (auch als Port Charlotte bekannt) und Octomore zwei weitere überregional bedeutende Brennereien, die jedoch 1929 beziehungsweise 1860 geschlossen wurden.

### Stromerzeugung

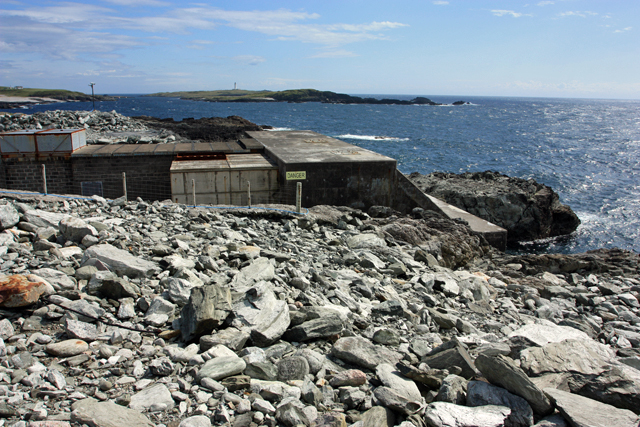
Wellenkraftwerk

Etwa 1,3 Kilometer nordwestlich der Ortschaft Portnahaven ging mit der Anlage Limpet 500 das erste Wellenkraftwerk der Welt in Betrieb, das kommerziell betrieben wird und in das öffentliche Stromnetz einspeist. Es wurde im November 2000 fertiggestellt und liefert bis zu 150 MW. Die ursprünglich geplante Leistung von 500 MW konnte jedoch nicht erreicht werden. Betreiber ist Voith Hydro Wavegen, eine hundertprozentige Tochter der deutschen Voith Hydro.
1847 sank die Brigg Exmouth im Sturm vor Islay und über 165 Passagiere starben.